# Virginia Mariani Campolieti
Virginia Mariani Campolieti (* 4. Dezember 1869 in Genua, Italien; † 1941) war eine italienische Pianistin, Dirigentin und Komponistin.
Mariani Campolieti studierte Klavier am Liceo Musicale Rossini in Pesaro mit Mario Vitale und Luigi Torchi. Dort schloss sie 1892 ab. Sie dirigierte einige ihrer Opernaufführungen.

## Werke
Campolieti komponierte Vokalmusik und eine Oper. Ausgewählte Werke sind:
- 33 Canzoncine per Bambini, Vol. 3
- Apotheosis di Rossini, Kantate für Solo-Sopran, Chor und Orchester